# Uzbinka
Uzbinka (ryska: Узбинка) är ett vattendrag i Belarus.   Det ligger i voblasten Mahiljoŭs voblast, i den centrala delen av landet, 170 km öster om huvudstaden Minsk.
I omgivningarna runt Uzbinka växer i huvudsak blandskog. Runt Uzbinka är det ganska glesbefolkat, med 32 invånare per kvadratkilometer.